# Wuyuan, Bayan Nur
Wuyuan är ett härad som lyder under Bayannurs stad på prefekturnivå i den autonoma regionen Inre Mongoliet i norra Kina.